# Kronaberg
Kronaberg ist eine Ortschaft und eine Katastralgemeinde in der Marktgemeinde Hürm in Niederösterreich.

## Geografie
Der Weiler Kronaberg liegt drei Kilometer westlich von Hürm an der Straße nach Sooß und am Abhang des Weidaberges. Zum 1. Jänner 2024 gab es in Kronaberg 9 Einwohner.

## Geschichte
Auch im Franziszeischen Kataster von 1822 ist Kronaberg mit einem Vierkanthof und einigen kleinen Gehöften verzeichnet.